# 白俄羅斯人民共和國
白俄羅斯人民共和國（羅馬化：Bielaruskaja Narodnaja Respublika，簡寫：БНР / BNR；或以英語化簡寫為“BPR”），又稱白俄羅斯民主共和國，是1918年至1919年期間位於白俄羅斯的一個短暫存在的國家，該國家是白俄羅斯歷史上第一個民族國家。白俄羅斯人民共和國宣佈在白俄羅斯人的民族領土上獨立，然而事實上，其領有的地域為德意志帝國陸軍實際控制。
白俄羅斯人民共和國從未對白俄羅斯全境擁有權力，而是與白俄羅斯蘇維埃社會主義共和國共存。德國在第一次世界大戰中戰敗後，《布列斯特-立陶夫斯克條約》被廢除，蘇俄軍隊佔領明斯克。白俄羅斯人民共和國政府流亡海外，不少重要人物遭到蘇聯的鎮壓。

## 歷史
早在1917年俄羅斯帝國在二月革命倒台後，白俄羅斯就獨立問題爭論不休。1918年2月18日，第一次世界大戰尾聲，德意志帝國發動拳擊行動入侵蘇俄。21日，德意志帝國陸軍攻佔明斯克，同日，白俄羅斯議會通過第一憲章議會會是白俄羅斯領土上唯一的合法政權，不過德國佔領軍和柏林當局並沒有興趣建立一個獨立的白俄羅斯國家。3月25日，依照中央同盟和蘇俄簽訂的《布列斯特-立陶夫斯克條約》宣布獨立，白俄西部卻仍由德軍佔領，共和國作為德俄之間的緩衝國並且有德軍駐守在境內。1918年11月11日德國停戰，德軍在12月撤離共和國後，1919年1月5日蘇俄隨即出動紅軍入侵推翻，之後流亡政府白俄罗斯人民共和国拉达仍存續至今。現時其總部位於加拿大渥太華。

## 歷任總統
1. 扬·谢拉达（1918–1919年）
2. 皮奥特拉·克雷切乌斯基（英语：Piotra Krečeŭski）（1919–1928年）
3. 瓦西里·扎查尔卡（英语：Vasil Zacharka）（1928–1943年）
4. 米科拉·阿布拉姆彻克（1944–1970年）
5. 文森特·祖克-赫里什基耶维奇（英语：Vincent Žuk-Hryškievič）（1970–1982年）
6. 亚泽普·萨希奇（英语：Jazep Sažyč）（1982–1997年）
7. 伊凡卡·苏维拉（1997–至今）

## 備注
1. ↑  英語：

## 外部連結
- Belarusian National Respublic Rada website
- Belarusan Centre in Prague